# Xyrichtys sciistius
Xyrichtys sciistius е вид бодлоперка от семейство Labridae.

## Разпространение и местообитание
Видът е разпространен в Провинции в КНР, Тайван и Япония.
Обитава пясъчните дъна на морета.

## Описание
На дължина достигат до 6,2 cm.